# Gonomyia (Gonomyia) nebulicola
Gonomyia (Gonomyia) nebulicola is een tweevleugelige uit de familie steltmuggen (Limoniidae). De soort komt voor in het Oriëntaals gebied.